# Giulietta Guicciardi
Julie « Giulietta » Guicciardi, née le 23 novembre 1782 à Przemyśl et morte le 22 mars 1856 à Vienne, est une comtesse autrichienne, connue pour avoir été brièvement l'élève de Ludwig van Beethoven. Ce dernier lui a dédié sa célèbre Sonate pour piano no 14 en do dièse mineur, plus connue sous le titre de Sonate au clair de Lune.

## Biographie
Julie Guicciardi, est née à Przemyśl en Galicie (territoire situé actuellement en Pologne) en 1782. Elle arrive à Vienne avec ses parents en juin 1800 depuis Trieste. Sa beauté est rapidement remarquée par la haute société viennoise et elle se fiance rapidement avec le comte Wenzel Robert von Gallenberg (1780–1839), compositeur de bien moindre envergure que Beethoven mais beaucoup plus fortuné. Ils se marient le 14 novembre 1803. À la suite de son mariage, elle s'installe à Naples et passera les vingt années qui suivront en Italie. Dans ses dernières années, elle fréquentera le prince Hermann von Pückler-Muskau qui sera l'un de ses admirateurs.
Elle mourra à Vienne en 1856.

## Relation avec Beethoven

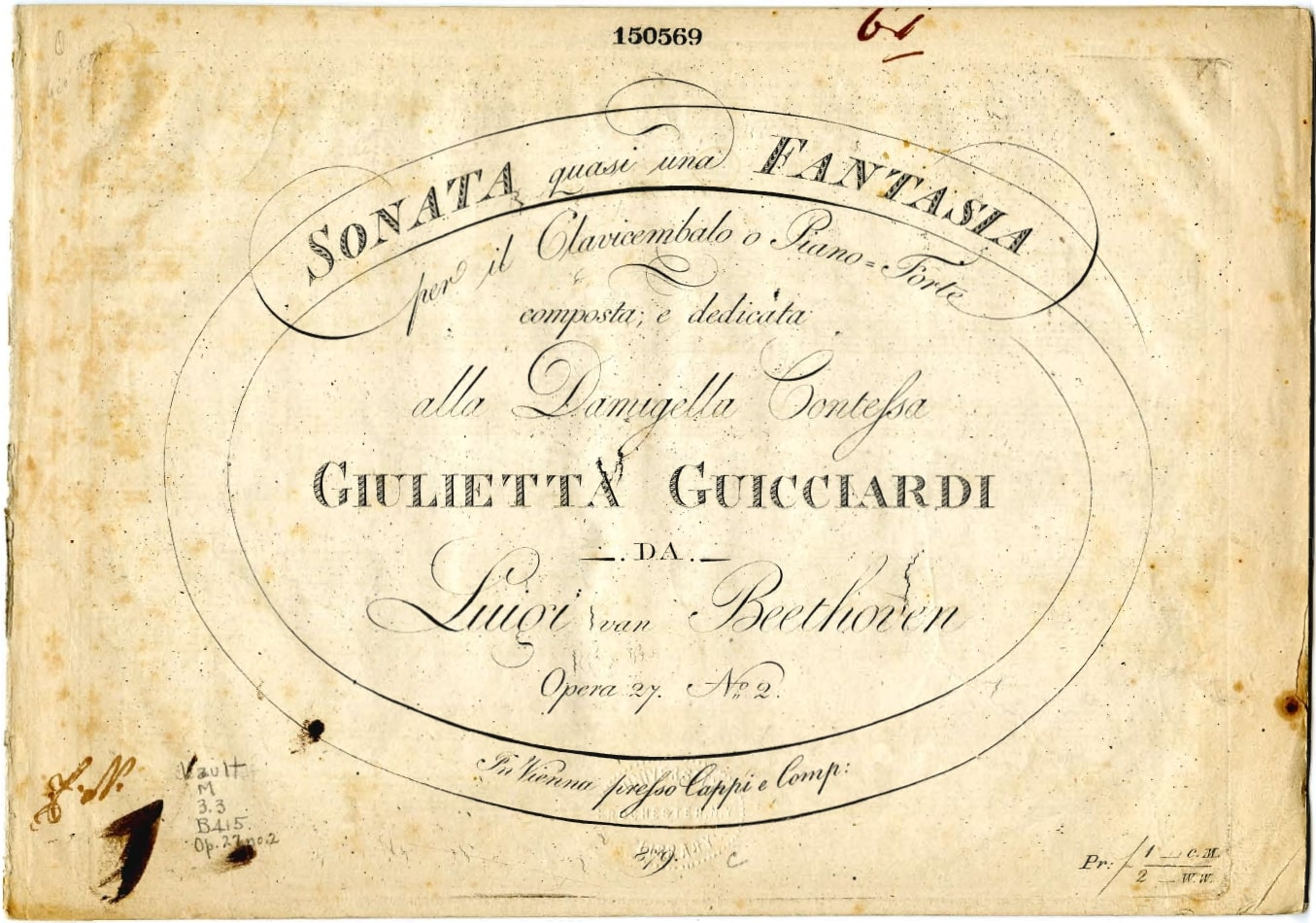
Couverture de la premiere édition de la sonate au clair de lune, publiée en 1802 à Vienne par Gio. Cappi e Comp

Beethoven connut Giulietta Guicciardi par la famille Brunsvik (également orthographié "Brunswick"). Il était particulièrement proche des sœurs Thérèse et Joséphine Brunsvik, les cousines de Giulietta, auxquelles il enseignait le piano depuis 1799. Fin 1801, il deviendra le professeur de piano de Giulietta, et s'éprendra d'elle. Momentanément amoureuse de Beethoven, cette dernière lui fera don d'un portrait qu'il gardera toute sa vie.
Giuletta est vraisemblablement la fille enchanteresse que Beethoven évoqua dans une lettre à son ami Franz Gerhard Wegeler le 16 novembre 1801 : « Ma vie est de plus en plus agréable, j'ai retrouvé mon énergie et sors à nouveau, fréquentant la société. Vous savez quelle désolation, quelle tristesse ma vie a été ces deux dernières années, et ce changement a été provoqué par une fille douce et enchanteresse, qui m'aime et que j'aime. Après deux ans, j'apprécie de nouveau quelques moments de bonheur, et c'est la première fois que je pense que le mariage pourrait me rendre heureux, mais malheureusement elle n'est pas de ma classe sociale et je ne pourrai certainement pas l'épouser. ».
En 1802, Beethoven dédie à Giulietta Guicciardi sa célèbre Sonate no 14 pour piano, intitulée initialement Sonata quasi una fantasia, et qui deviendra connue par la suite sous le nom de Sonate au clair de lune. Beethoven n'avait cependant pas Giulietta en tête lorsqu'il composa la Sonate, et cette dédicace n'était donc pas prévue, le morceau qu'il comptait lui consacrer étant le Rondo en sol majeur, op. 51 no 2. Ce dernier ayant finalement dû être consacré à la comtesse Lichnowsky, Beethoven se décida à la dernière minute pour la sonate, et n'eut en fait pas vraiment le choix quant à la pièce qu'il consacra à Guicciardi,.
Des années plus tard, en 1823, Beethoven avouera à son secrétaire de l'époque et futur biographe, Anton Schindler, qu'il était toujours amoureux d'elle. Schindler affirmera par la suite que Giulietta était la destinataire des trois lettres connues sous le nom de Lettre à l'immortelle Bien-aimée, ce qui sera remis en question (en privé) par Thérèse Brunsvick, la cousine de Giulietta. Les doutes de Thérèse se fondaient sur le fait que, contrairement à Schindler et d'autres contemporains, elle savait tout de la relation d'amour intense et de longue durée qui existait entre Beethoven et sa sœur Joséphine,.
L'affirmation selon laquelle "Giulietta" aurait été l'"Immortelle Bien-aimée" a depuis été complètement discréditée, notamment par la forte probabilité que Joséphine ait eu un enfant illégitime de Beethoven, nommé Minona.

## Sources
- (en) Ludwig van Beethoven: Briefwechsel. Gesamtausgabe (8 volumes), Munich, Henle, 1996
- (en) Harry Goldschmidt, Um die Unsterbliche Geliebte. Ein Beethoven-Buch, Leipzig, Deutscher Verlag für Musik, 1977a In English: All About Beethoven's Immortal Beloved. A Stocktaking. CreateSpace 2013.
- (en) Harry Goldschmidt, Beethoven-Jahrbuch 1973/77, 1977b, 97–146 p., « Beethoven in neuen Brunsvik-Briefen »
- (en) Beethoven aus der Sicht seiner Zeitgenossen, vol. 1, Munich, 2009, 411–414 p.
- (en) Ida Marie Lipsius (La Mara), Beethoven und die Brunsviks, Leipzig, 1920
- (en) Anton Schindler, Biographie von Ludwig van Beethoven, Münster, 1840
- (en) Rita Steblin, Bonner Beethoven-Studien, vol. 8, 2009, 89–152 p., « 'A dear, enchanting girl who loves me and whom I love': New Facts about Beethoven's Beloved Piano Pupil Julie Guicciardi »
- (en) Marie-Elisabeth Tellenbach, Beethoven und seine "Unsterbliche Geliebte" Josephine Brunswick. Ihr Schicksal und der Einfluß auf Beethovens Werk, Zurich, Atlantis, 1983 In English: Beethoven and His "Immortal Beloved" Josephine Brunsvik. Her Fate and the Influence on Beethoven's ɶuvre. CreateSpace 2014.
- Jean et Brigitte Massin, Beethoven. Fayard, 1967

- (en) Cet article est partiellement ou en totalité issu de l’article de Wikipédia en anglais intitulé « Giulietta Guicciardi » (voir la liste des auteurs).